# أفكار معاصرة (كتاب)
أفكار معاصرة هو كتاب من تأليف أحمد بهاء الدين صادر عن دار الهلال أبريل 1970. يحوي الكتاب على 30 مقالة مجمعة للكاتب. المقالات تناقش أفكار وقضايا رائجة في هذا الوقت وبعضها مازال سار حتى اليوم.